# Musée Mykhaïlo-Kotsioubynsky
Le Musée-manoir de Mykhaïlo Kotsioubynsky est une institution située à Vinnytsia en Ukraine. Il se trouve 15 rue Bevza.

## Historique
Il est ouvert dans la maison natale de l'écrivain Mykhaïlo Kotsioubynsky en 1927. Il regroupe des écrits de l'auteur et sa collection d’œuvres d'art.
La protection englobe également la parc naturel du manoir d'un demi hectare protégé depuis 1997.

## Galerie d'images

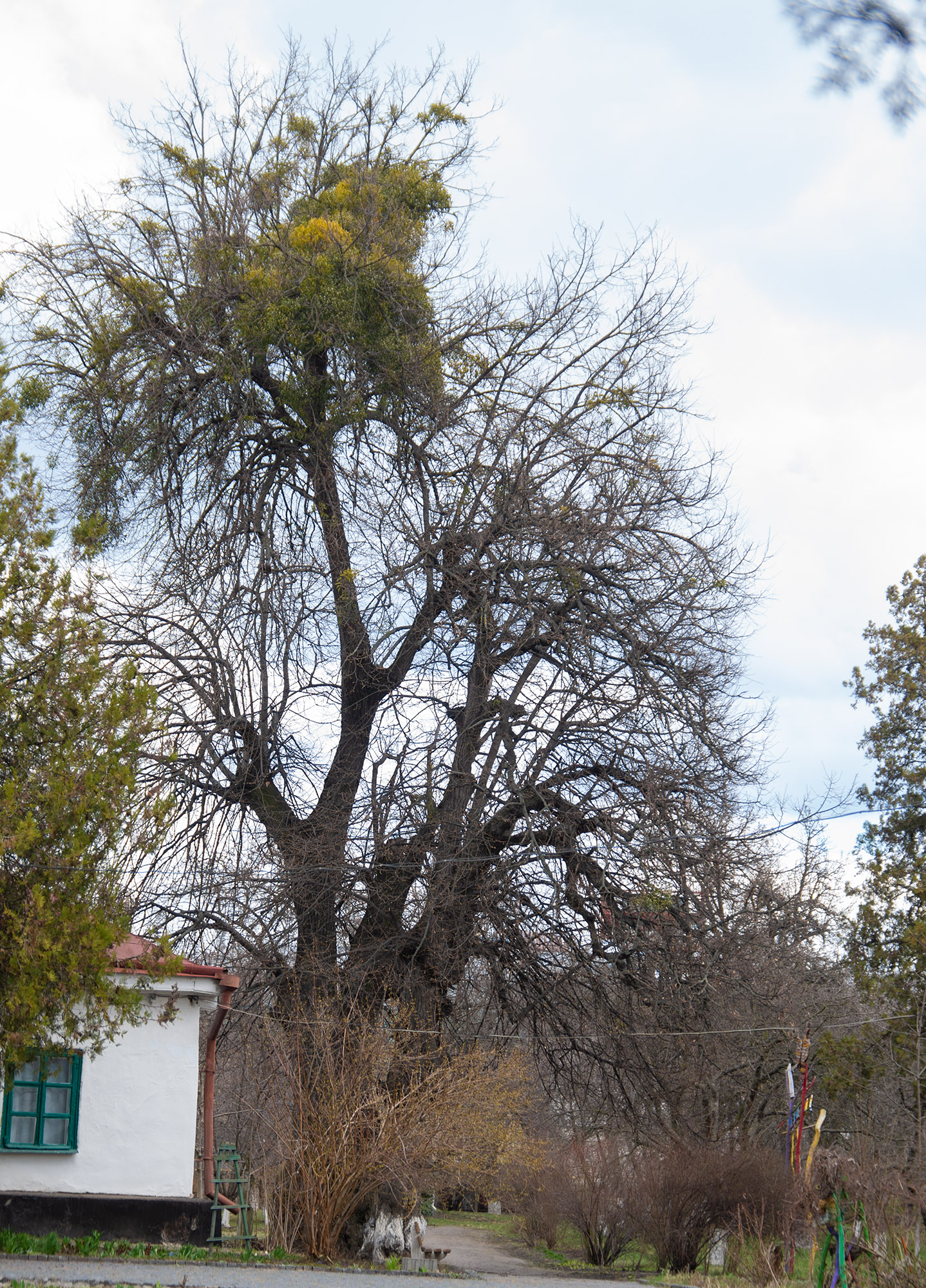
Le parc,
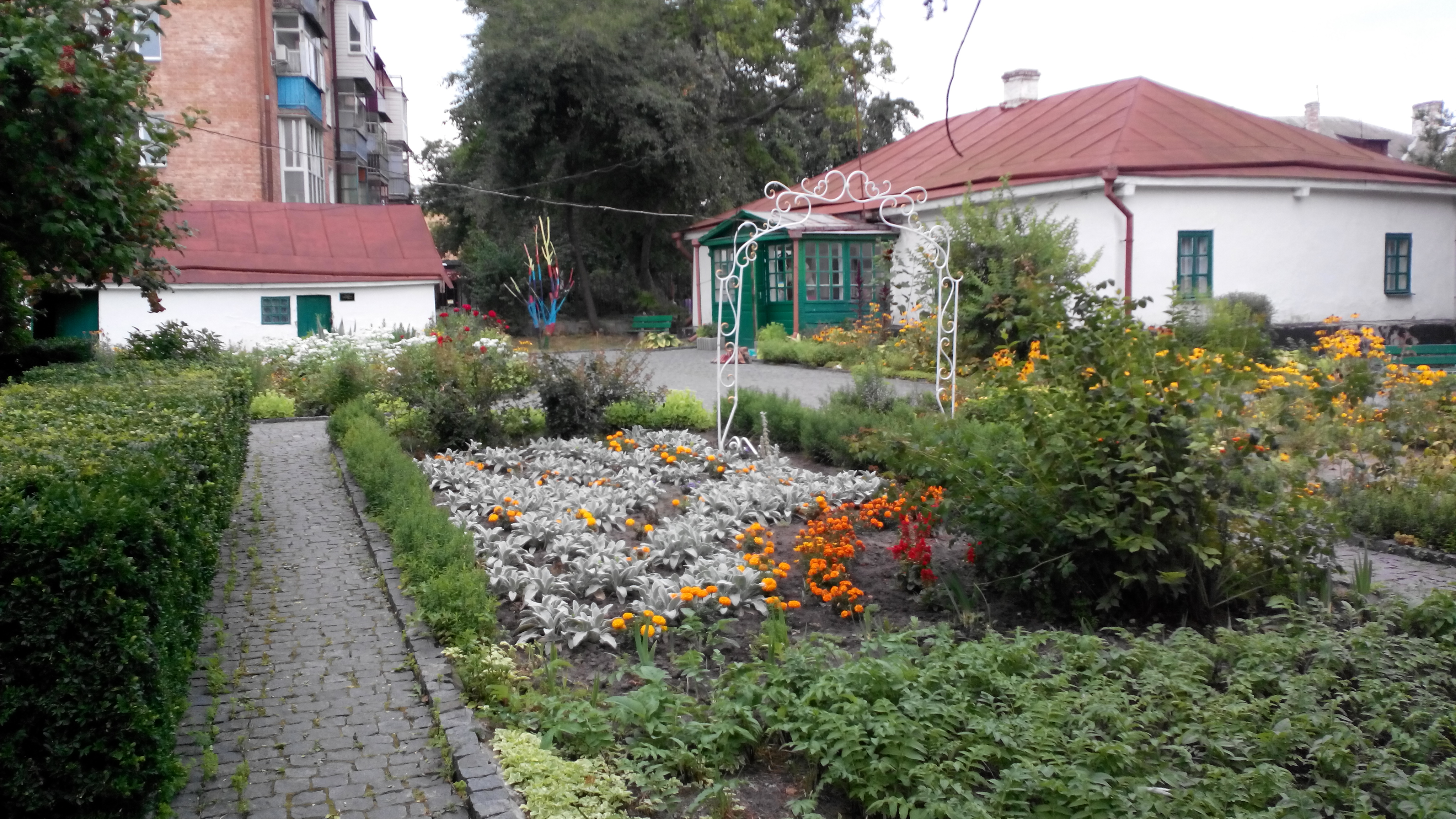
et une allée,
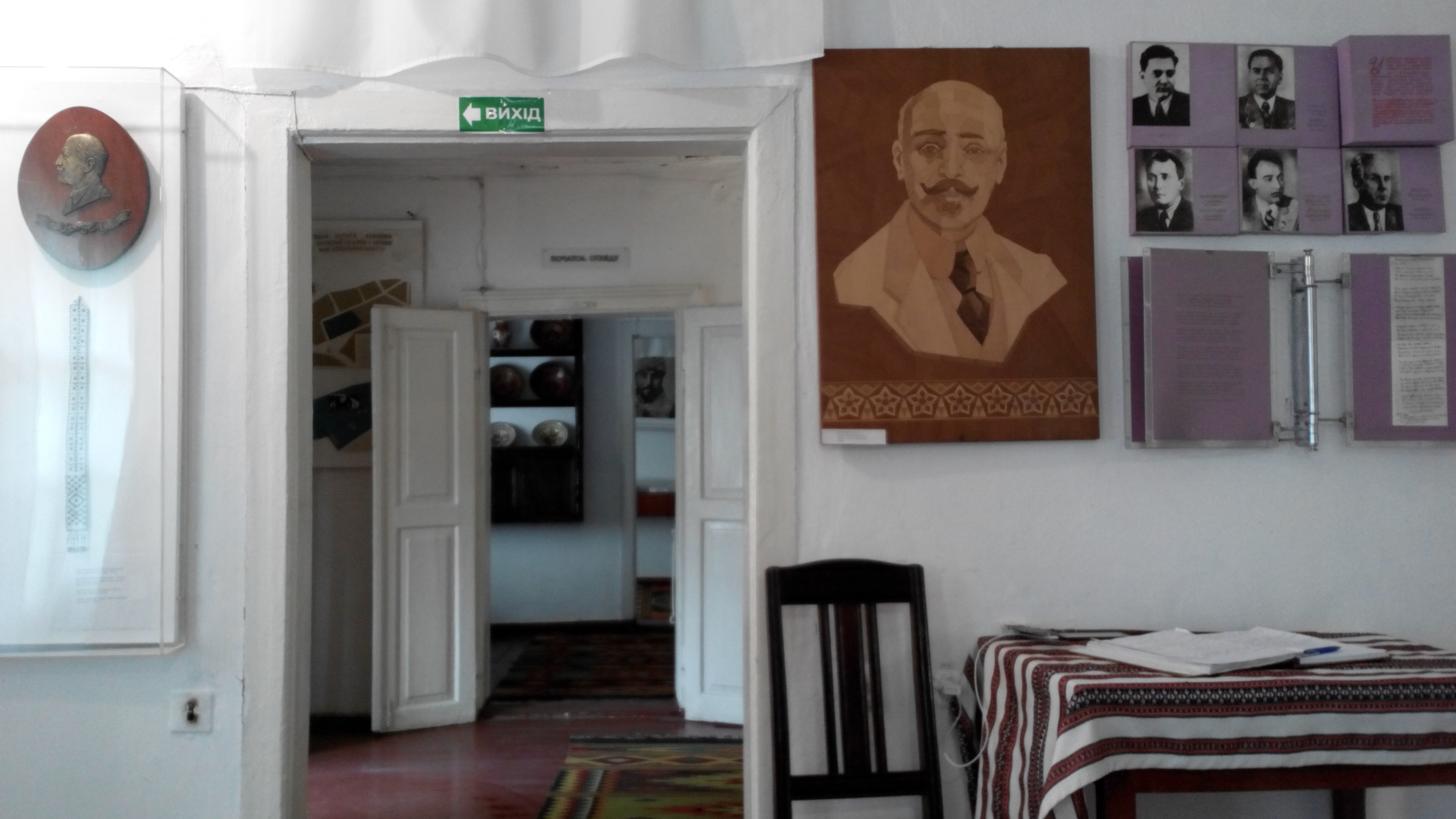
une salle.